# Conca d'Oro (zona di Roma)
Conca d'Oro è la zona urbanistica 4G del Municipio Roma III di Roma Capitale.
Si estende sul quartiere Q. XVI Monte Sacro.

## Geografia fisica

### Territorio
Si trova nel quadrante nord della città, fra il fiume Aniene a sud e via dei Prati Fiscali a nord. 
La zona è sostanzialmente pianeggiante tranne la collina del Casale Giuliani.
A sud è presente il cosiddetto parco delle Valli, polmone verde della zona e facente parte della riserva della valle dell'Aniene.
La zona urbanistica confina:
- a nord con le zone urbanistiche 4B Val Melaina e 4I Tufello
- a est con la zona urbanistica 4A Monte Sacro
- a sud con la zona urbanistica 4H Sacco Pastore
- a sud-ovest con la zona urbanistica 2E Trieste

## Infrastrutture e trasporti
Raggiungibile anche con le varie linee di autobus, come Linea 88, 83 (Capolinea) e 311 (capolinea). Inoltre, sono presenti anche altre linee quali 38, 63, 80, 92, 93 (capolinea sulla piazza).